# Vlag van Havelte

Vlag van Havelte (1963-1998)

De vlag van Havelte werd op 17 september 1963 bij raadsbesluit vastgesteld als de gemeentelijke vlag van de Drentse gemeente Havelte. De vlag kan als volgt worden beschreven:
Wit met een rood Scandinavisch kruis met armen ter breedte van 1/4 van de vlaghoogte; op het kruispunt op 1/3 van de vlaglengte over het geheel een wit wapenschild met daarop twee gekruiste zwarte sleutels, de baarden naar boven en naar buiten gekeerd.
De vlag is ontworpen door G.A. Bontekoe, die ook het gemeentewapen heeft ontworpen. De kleuren van de vlag zijn ontleend aan het gemeentewapen. Rood en wit zijn zowel de Drentse kleuren alsook de kleuren van het bisdom Utrecht. De bisschop van Utrecht werd vroeger op de Havelterberg ingehuldigd. De sleutels herinneren aan de hoven van Uffelte en Hesselte, waar in de middeleeuwen de tienden moesten worden afgedragen en waar administratieve centra hebben bestaan.
In 1998 ging de gemeente op in de nieuw gevormde gemeente Westerveld. Hierdoor kwam de gemeentevlag te vervallen.

## Verwant symbool

Wapen van Havelte

Anloo 
· Beilen 
· Borger 
· Dalen 
· Diever 
· Dwingeloo 
· Eelde 
· Gasselte 
· Gieten 
· Havelte 
· Nijeveen 
· Norg 
· Odoorn 
· Oosterhesselen 
· Peize 
· Roden 
· Rolde 
· Ruinen 
· Ruinerwold 
· Schoonebeek 
· Sleen 
· Smilde 
· Vledder 
· Vries 
· Westerbork 
· de Wijk 
· Zuidlaren 
· Zuidwolde 
· Zweeloo